# 仰木 (大津市)
仰木（おおぎ）は、滋賀県大津市にある地名。現行行政地名は仰木一丁目から仰木七丁目。

## 地理
大津市の中央部に位置し、東に仰木の里、西に仰木町、南に千野、南西に坂本本町、北に伊香立南庄町と接している。
比叡山の山麓にあたり、天神川が流れ出る。棚田や石積みの民家が見られ、琵琶湖を臨むことができる。

## 歴史
この地区は平安時代から延暦寺の荘園として開かれた町である。近年は人口減少や高齢化が見られる。
- 1991年（平成3年）2月11日 - 住居表示の実施に伴い、仰木一丁目から仰木七丁目を設置[1]。
- 2002年（平成14年）2月27日 - 仰木一丁目の一部を千野一丁目に編入[1]。

## 世帯数と人口
2019年（平成31年）4月1日現在の世帯数と人口は以下の通りである。
| 丁目       | 世帯数  | 人口    |
| ---------- | ------- | ------- |
| 仰木一丁目 | 0世帯   | 0人     |
| 仰木二丁目 | 330世帯 | 807人   |
| 仰木三丁目 | 69世帯  | 174人   |
| 仰木四丁目 | 139世帯 | 366人   |
| 仰木五丁目 | 113世帯 | 295人   |
| 仰木六丁目 | 137世帯 | 340人   |
| 仰木七丁目 | 25世帯  | 65人    |
| 計         | 813世帯 | 2,047人 |

### 人口の変遷
国勢調査による人口の推移。
| 2000年（平成12年） | 2,672人 | [ 8 ]  |  |
| 2005年（平成17年） | 2,672人 | [ 9 ]  |  |
| 2010年（平成22年） | 2,298人 | [ 10 ] |  |
| 2015年（平成27年） | 2,156人 | [ 11 ] |  |

### 世帯数の変遷
国勢調査による世帯数の推移。
| 2000年（平成12年） | 654世帯 | [ 8 ]  |  |
| 2005年（平成17年） | 654世帯 | [ 9 ]  |  |
| 2010年（平成22年） | 677世帯 | [ 10 ] |  |
| 2015年（平成27年） | 659世帯 | [ 11 ] |  |

## 学区
市立小・中学校に通う場合、学区は以下の通りとなる。
| 丁目       | 番・番地等 | 小学校             | 中学校             |
| ---------- | ---------- | ------------------ | ------------------ |
| 仰木一丁目 | 全域       | 大津市立仰木小学校 | 大津市立仰木中学校 |
| 仰木二丁目 | 全域       | 大津市立仰木小学校 | 大津市立仰木中学校 |
| 仰木三丁目 | 全域       | 大津市立仰木小学校 | 大津市立仰木中学校 |
| 仰木四丁目 | 全域       | 大津市立仰木小学校 | 大津市立仰木中学校 |
| 仰木五丁目 | 全域       | 大津市立仰木小学校 | 大津市立仰木中学校 |
| 仰木六丁目 | 全域       | 大津市立仰木小学校 | 大津市立仰木中学校 |
| 仰木七丁目 | 全域       | 大津市立仰木小学校 | 大津市立仰木中学校 |

## 交通
大原へ至る仰木越の街道沿いに形成された。仰木から横川・西塔・東塔を経て山頂に至る奥比叡ドライブウェイが通ずる。
- 奥比叡ドライブウェイ
- 国道161号
- 滋賀県道47号伊香立浜大津線
- 滋賀県道313号仰木本堅田線
- 滋賀県道315号仰木雄琴線

## 施設
- 大津市仰木支所
- 仰木郵便局
- 大津市立仰木小学校
- 仰木太鼓会館[6]
- 小椋神社[6]

## その他

### 日本郵便
- 郵便番号 : 520-0247[4]（集配局：堅田郵便局[13]）。